# Héctor Miguel Campos
Héctor Miguel Campos López (Lima, Perú; 28 de septiembre de 1996) es un futbolista peruano. Juega como centrocampista  y su equipo actual es San Andrés de Runtu de la Copa Perú.

## Trayectoria
Ha desarrollado la totalidad de su carrera futbolística en la Segunda División de Perú. Debutó en el 2015 a los 18 años y estuvo hasta el 2016 con el Willy Serrato, donde disputó 29 partidos y marcó 6 goles. En el 2017 estuvo en el Club Carlos A. Mannucci y en el Deportivo Los Caimanes.
Para el 2018, jugó con el Cultural Santa Rosa, donde en 18 partidos marcó 7 goles. En el 2019 los derechos deportivos de Héctor Miguel Campos fueron adquiridos por el Independiente Medellín de Colombia, quien decidió cederlo al Deportivo Coopsol.

## Características de juego
Es de perfil zurdo, puede jugar tanto como volante por izquierda o de tradicional enganche, también puede hacer las veces de delantero. Se destaca por su pegada, técnica y buena ejecución de tiros libres.

## Clubes
| Club                    | País | Año         | Part | Goles |
| ----------------------- | ---- | ----------- | ---- | ----- |
| Willy Serrato           | Perú | 2015 - 2016 | 29   | 6     |
| Club Carlos A. Mannucci | Perú | 2017        | 3    | 0     |
| Deportivo Los Caimanes  | Perú | 2017        | 2    | 0     |
| Cultural Santa Rosa     | Perú | 2018        | 18   | 7     |
| Deportivo Coopsol       | Perú | 2019        | 11   | 1     |
| Rosario FC              | Perú | 2022        |      |       |
| San Andrés de Runtu     | Perú | 2022        |      |       |
| San Andrés de Runtu     | Perú | 2023        |      |       |
| FC San Marcos           | Perú | 2023        |      |       |